# Proceratium brasiliense
Proceratium brasiliense is een mierensoort uit de onderfamilie van de Proceratiinae. De wetenschappelijke naam van de soort is voor het eerst geldig gepubliceerd in 1959 door Borgmeier.